# كلير روبنسون
كلير روبنسون (بالإنجليزية: Claire Robinson)‏ هي طاهية أمريكية، ولدت في 1978 في جاكسونفيل في الولايات المتحدة.

## وصلات خارجية
- الموقع الرسمي